# Cardiodactylus
Cardiodactylus är ett släkte av insekter. Cardiodactylus ingår i familjen syrsor.

## Bildgalleri

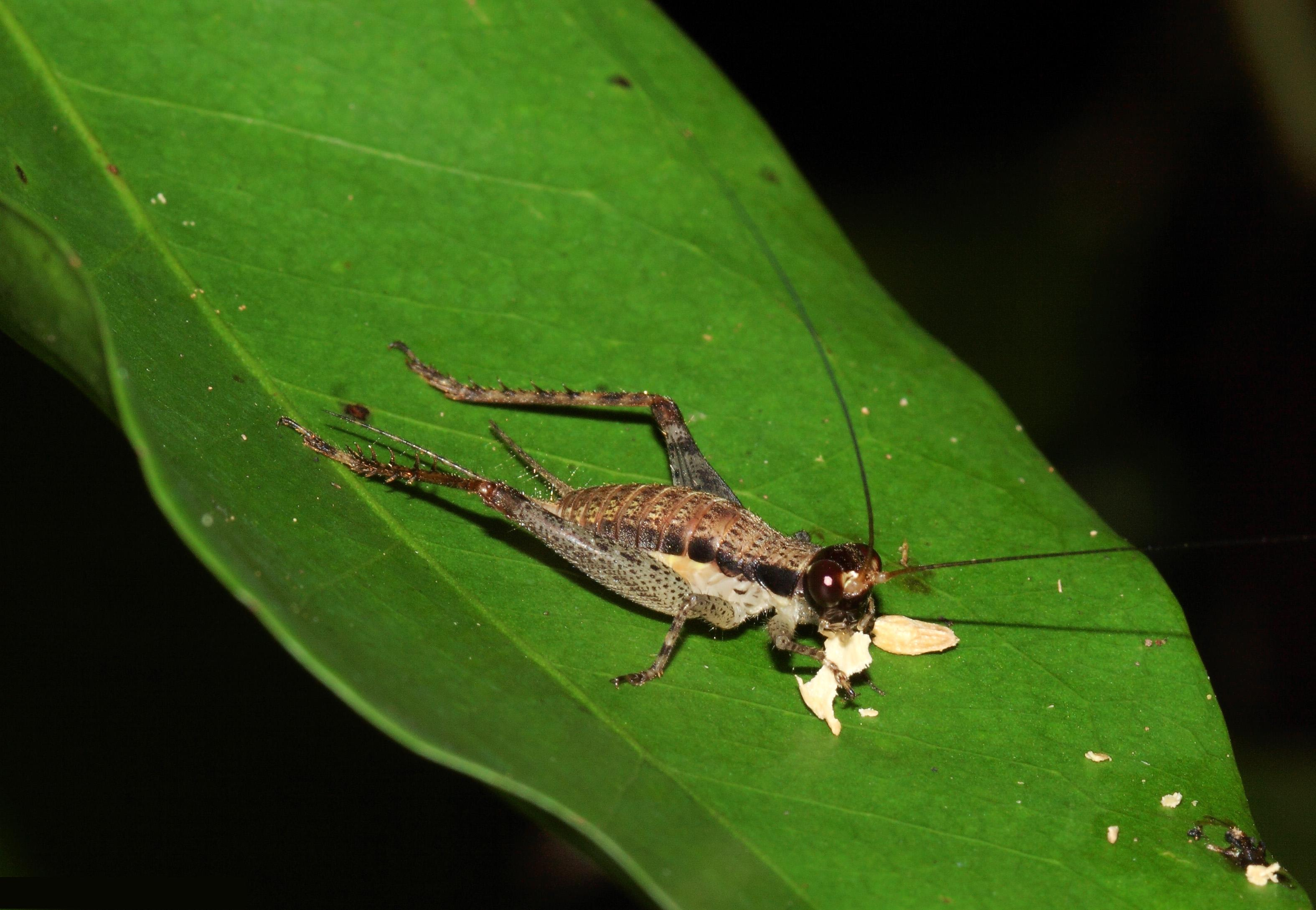

## Dottertaxa tillCardiodactylus, i alfabetisk ordning[1]
- Cardiodactylus aobaensis
- Cardiodactylus brandti
- Cardiodactylus bulolo
- Cardiodactylus busu
- Cardiodactylus canotus
- Cardiodactylus cheesmani
- Cardiodactylus efordi
- Cardiodactylus empagatao
- Cardiodactylus enkraussi
- Cardiodactylus epiensis
- Cardiodactylus esakii
- Cardiodactylus gagnei
- Cardiodactylus gressitti
- Cardiodactylus guttulus
- Cardiodactylus haani
- Cardiodactylus hentownesi
- Cardiodactylus javarere
- Cardiodactylus kokure
- Cardiodactylus kolombangara
- Cardiodactylus kondoi
- Cardiodactylus kraussi
- Cardiodactylus kukugai
- Cardiodactylus kusaiense
- Cardiodactylus kuschei
- Cardiodactylus lavella
- Cardiodactylus maai
- Cardiodactylus mamai
- Cardiodactylus manus
- Cardiodactylus minuta
- Cardiodactylus muiri
- Cardiodactylus mumurai
- Cardiodactylus murakami
- Cardiodactylus nigris
- Cardiodactylus novaeguineae
- Cardiodactylus pelagus
- Cardiodactylus pentecotensis
- Cardiodactylus philippinensis
- Cardiodactylus pictus
- Cardiodactylus praecipuus
- Cardiodactylus quatei
- Cardiodactylus riga
- Cardiodactylus sedlaceki
- Cardiodactylus shanahani
- Cardiodactylus singuawa
- Cardiodactylus tangtalau
- Cardiodactylus tankara
- Cardiodactylus tathimani
- Cardiodactylus togerao
- Cardiodactylus wairahu
- Cardiodactylus vella